# Zoe Rosinach Pedrol
Zoe Rosinach Pedrol (Lérida, 6 de febrero de 1894 - Zaragoza, 31 de enero de 1973) fue la primera española doctora en Farmacia. 

## Biografía
Zoe Rosinach nace en el seno de una familia culta y liberal, siendo la primera hija, tras dos hermanos, de Pablo Rosinach, dentista ambulante y de Carmen Pedrol, comadrona.
Al finalizar sus estudios en el  Instituto General y Técnico de Lérida, Zoe Rosinach se matriculó de Farmacia en la Universidad de Barcelona el curso 1913-1914, en una época en que la presencia de la mujer en la universidad todavía era algo extraordinario. Tras una carrera irregular, que se vio obligada a terminar en la Universidad Central de Madrid debido a la asignatura Análisis Químico, Zoe Rosinach se licenció en Farmacia en 1917. En 1920, después de un año como investigadora en el  Instituto Nacional de Higiene Alfonso XIII, defendió su tesis doctoral en la Cátedra de Microbiología de la Universidad Central de Madrid, convirtiéndose en la primera doctora española en Farmacia.
La vida de Zoe dio un cambio radical cuando, en uno de sus viajes a Madrid, conoció a  Pedro Baringo Alcolea con quien se casó en 1921, tras un breve noviazgo, trasladándose a vivir a Albalate del Arzobispo, donde su marido ejercía de médico. En 1930 Zoe Rosinach se dio de alta en el Colegio de Farmacéuticos de Teruel y dos años después pudo abrir su propia farmacia en Albalate.
En 1936 la familia se traslada a Zaragoza en busca de seguridad tras sufrir un atentado por ser considerado Pablo Rosinach de derechas, pero al llegar a la ciudad es acusado de lo contrario y detenido. Fueron años difíciles para el matrimonio. Ese mismo año Zoe Rosinach intenta colegiarse en el Colegio de Farmacéuticos de Zaragoza pero no recibe respuesta hasta 1937 y autorización para abrir una farmacia en la ciudad, en 1938. La farmacia se situó en la Calle Cortes de Aragón, n.º 1, hasta 1941 en que se trasladó a la calle Hernán Cortés, 34, regentándola hasta su muerte en 1973.
Como farmacéutica, disfrutaba preparando ella misma los productos que demandaba su clientela.
Zoe Rosinach y Pedro Baringo  tuvieron dos hijos. El mayor, Joaquín continuaría con la farmacia de su madre hasta 1983, año en que la farmacia fue traspasada. y el segundo, Pedro, estudiaría Derecho y, con el tiempo, llegaría a ser presidente de la Diputación Provincial de Zaragoza.

## Feminismo
Zoe Rosinach participó en los primeros movimientos feministas españoles implicándose hasta el punto de que en 1920 fue nombrada secretaria de la Juventud Universitaria Feminista de Madrid, asociación presidida por Clara Campoamor, y fundó más tarde, junto con su hermana Pau, una delegación en Barcelona.

## Publicaciones
- 1920: Bacilos diftérico y pseudo-diftérico. Zaragoza: Coso. Tesis doctoral Universidad Central de Madrid.

## Reconocimientos
Su Doctorado en Farmacia le valió ya en 1920 el reconocimiento de la prensa de la época, y publicaciones como la revista Blanco y Negro o el Boletín Oficial de Farmacéuticos le dedicaron una fotografía con sus felicitaciones.
En Lérida, su ciudad natal, unos jardines llevan su nombre. En 2003 el Colegio de Farmacéuticos de esta ciudad le dedicó un homenaje en el Palacio de la Paeria.
En Aragón, donde desarrolló su labor profesional, una calle la recuerda en Albalate del Arzobispo y desde 2009, otra en Zaragoza.